# Marie Gautier
Marie Louise Hélène Gautier, ook bekend als Marie Gautier-Antoni (1867-1960), was een Franse schilder, graveur en keramist.

## Biografie
Marie Gautier werd geboren op 20 januari 1867 in het 9 arrondissement van Parijs. Ze was de dochter van Augustine Lefebvre en de schilder Amand Gautier. Ze kreeg haar eerste artistieke opleiding van haar vader, waarna ze haar studie voortzette in het atelier van Alfred Stevens. Later werd ze toegelaten tot de Academie voor Schone Kunsten in Parijs en volgde ze les bij Puvis de Chavannes. Tegen het einde van de jaren 1880 werd ze vaste klant bij L'Art Japonais, de winkel van de kunsthandelaar Siegfried Bing. Haar interesse in het Japonisme blijkt met name in haar aandacht voor natuurmotieven en het gebruik van bepaalde stilistische kenmerken zoals vlakke kleurvlakken en dikke contourlijnen. 
Gautier exposeerde haar werk tussen 1893 en 1903 in de Parijse salon Société national des beaux-arts.  Haar oeuvre omvat talrijke etsen, vernis mous, tekeningen en pastels die genrestukken, zeegezichten, bloemen, landschappen en dieren weergeven.
In 1897 presenteerde Gautier haar gravures op de tentoonstelling van de Société des peintres-graveurs français. In mei 1899 werd haar werk gepresenteerd naast dat van Rosa Bonheur en Gabrielle Niel, als onderdeel van de Internationale Tentoonstelling van Vrouwelijke Graveurs in Dresden.
Vanaf 1906 maakte ze verschillende reizen naar Algiers, waar ze de schilder Louis Ferdinand Antoni ontmoette. Ze trouwde met hem in Parijs op 27 juni 1907. Het echtpaar keerde terug naar Algerije en begon samen muziek te maken. Samen met Antoni ontdekt ze Afrikaanse plaatsen en landen waaronder Dakar, Guinee, Ivoorkust, Benin, Senegal en Timboektoe.
In 1908 wijdde de kunsthistoricus Léonce Bénédite in het Franse maandblad voor decoratieve kunsten, Art et Décoration, een geïllustreerde studie aan haar, waarin dierencreaties in beschilderd keramiek en grote decoratieve panelen voorkwamen.
Gautier bezocht vaak Villa Abd-el-Tif en woonde tussen 1912 en 1940, voornamelijk in Algiers, samen met haar man. Het is mogelijk dat Gautier de vertaler was van Winifred E Barnards Kembo, Child of Africa dat in 1939 in Parijs uitgegeven door de Evangelical Missionary Society, met illustraties van Elsie Anna Wood.
Gautier stierf op 21 december 1960 in het 16e arrondissement van Parijs  en ligt begraven op de begraafplaats Père-Lachaise (22e divisie).

## Werk
- Bij het CNAP zijn diverse geïnventariseerde werken opgenomen, waaronder:
  - Seaford, New York, Central Park, Saint-Briac, Une mare à Seaford, serie van 4 aquarellen, 1904.
  - Soleil couchant à Roscoff, kleurenets, 1908.
  - Ferme au bord de la mer, aquarel en pastel op papier, 30 × 48,5 cm, vóór 1909.
  - Saint-Jean-du-Doigt, aquarel, 1914.
  - La Baie d'Alger, aquarel, 40 × 56 cm, 1933.
  - Calvi, olieverf op doek, 40 × 56 cm, 1935.
  - Le Marché neuf, s.d., vóór 1943.
- Zimmerli Museum:
  - Saint-Briac, ets, aquatint en vernis mou, geretoucheerd met waterverf, 25,7 × 35,7 cm, circa 1893.
  - Souris, ets en aquatint, 8,9 × 45,3 cm, circa 1893.
  - Poisson exotique (deux carpes), waaier, ets en aquatint op papier, c. 1895-1900.
- Van Gogh Museum:
  - Six grenouilles, kleurenets en waterverf op papier, 18 x 27 cm, c. 1895-1900

### Tentoonstellingen
- 13 juni - 31 augustus 2003: De school van Algiers. 1870-1960, Museum voor Schone Kunsten van Bordeaux.[8]